# Västra Gastronomiska Akademin
Västra Gastronomiska Akademin (Fram till 1999 Västra Akademin för Gastronomi.) är ett sällskap för främjandet av matkulturen i västra Sverige.

## Verksamhet
Förutom kokkonst och servering ingår odling, produktion och distribution av livsmedel i akademins intresseområden; praktiska såväl som pedagogiska och vetenskapliga insatser skall kunna få dess uppmärksamhet och stöd. Som tecken på erkännande delar Västra Akademin årligen ut en unik vas blåsta av glasblåsarmästaren Micke Johansson, Örsjö och ett diplom till personer som bidragit till ökade kunskaper och förändrade attityder till svensk matkultur. I samband därmed sprids kännedom om prestationen till kolleger och allmänhet genom föredrag och demonstrationer samt via media.
Sedan 2021 delar Akademin ut ett minnespris i Birgitta Rasmussons namn, "Sveriges kakmästare". Priset är ett nationellt pris på 50 000 kr samt en kringla i gals gjord an Micke Johansson, Örsjö.
Akademins verksamhetsområde är Västra Götalands län samt Halland t.o.m. Falkenbergs kommun.

## Ledamöter
Västra Gastronomiska Akademin skall ha högst 21 ledamöter. Akademin väljer till ledamöter personer vilkas kunskap kan vara av väsentlig betydelse för dess arbete och som kan förväntas samarbeta väl med övriga ledamöter. Verksam ledamot innehar sin stol på livstid, men kan avgå när ledamot så önskar.